# 大宮藩
大宮藩（おおみやはん）は、下野国都賀郡大宮（現在の栃木県栃木市大宮町）を居所として、江戸時代前期の短期間存在した藩。1684年に堀田正虎が父・堀田正俊の遺領から2万石を分与されて成立したが、1694年に正虎が兄の堀田正仲（陸奥福島藩主）の養子となったために廃藩となった。

## 歴史
大宮村（近代には下都賀郡大宮村、現在の栃木市大宮町周辺）には、中世には小山氏の一族によって築かれた大宮城があった。
貞享元年（1684年）、大老堀田正俊（下総古河藩13万石）が江戸城中で稲葉正休に刺殺された。家督を継いだ正仲は、次弟の正虎に2万石を、三弟の堀田正高に1万石（下野佐野藩）を分知した。下野都賀郡内に領地を得た正虎は、中世の大宮城跡に大宮陣屋を営んで居所とし、大宮藩が立藩した。
正虎の兄の正仲は、古河藩から出羽山形藩を経て陸奥福島藩に移封され、元禄7年（1694年）に死去した。正虎が末期養子としてその跡を継ぐこととなったため、正虎は福島藩に移り、大宮藩は廃藩となった。

## 歴代藩主
堀田家
譜代。2万石。
1. 正虎